# Marie Fischer
Pour les articles homonymes, voir Fischer.
Marie Fischer née le 8 septembre 2003, est une joueuse allemande de hockey sur gazon.

## Carrière
Elle a été appelée en équipe nationale première en 2022.